# ماریوس آدامونیس
ماریوس آدامونیس (انگلیسی: Marius Adamonis؛ زادهٔ ۱۳ مهٔ ۱۹۹۷) بازیکن فوتبال اهل لیتوانی است که برای باشگاه لاتزیو بازی می‌کند.
از باشگاه‌هایی که در آن بازی کرده‌است می‌توان به لاتزیو و بورنموث اشاره کرد.
وی همچنین در تیم ملی فوتبال  زیر ۲۱ سال لیتوانی بازی کرده‌است.